# Origami a DNA

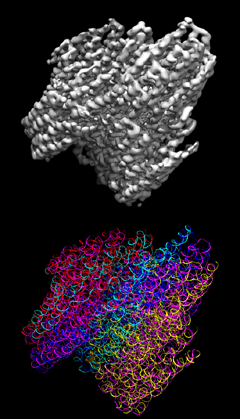
Origami a DNA visualizzato con Tomografia elettronica

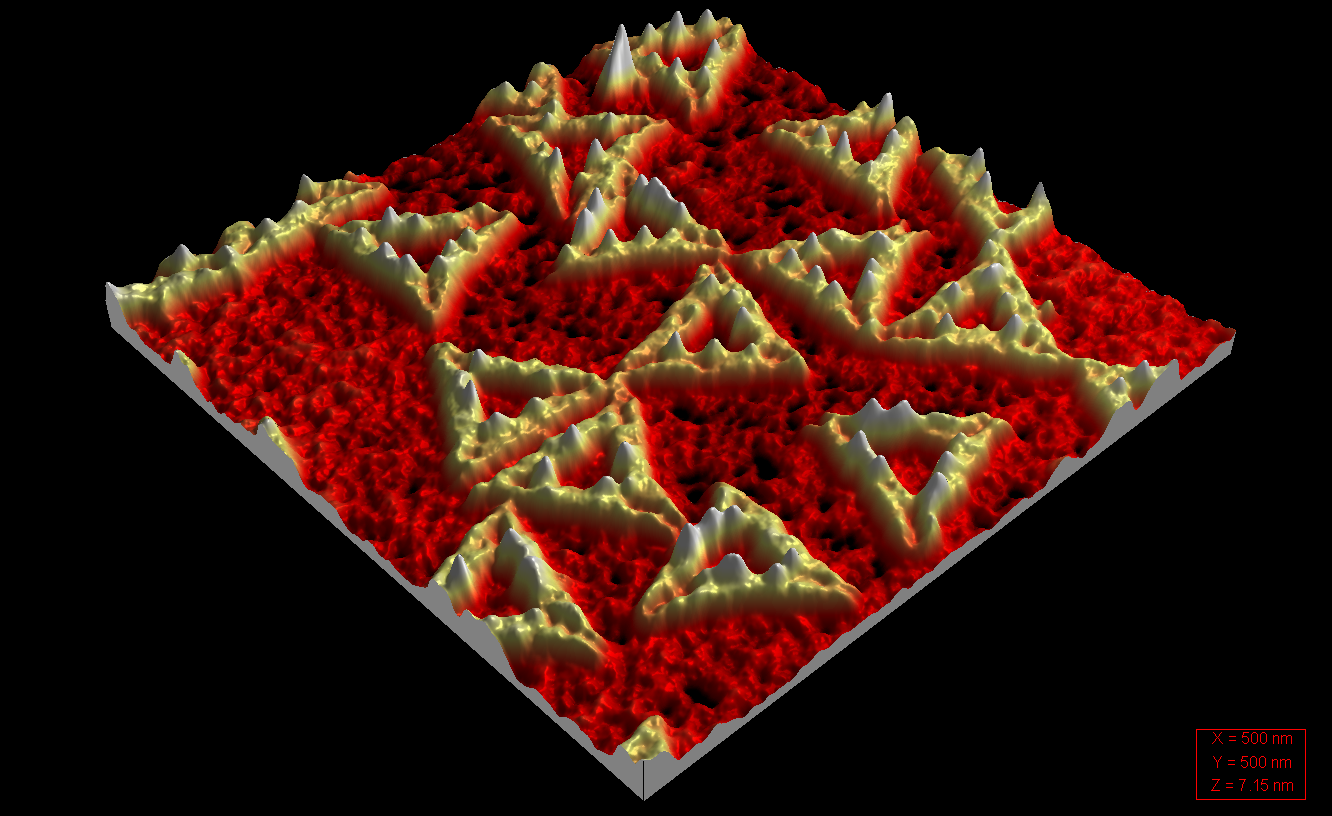
Origami a DNA visto con un Microscopia a scansione di sonda

L'Origami a DNA è la tecnica di piegatura del DNA a livello nanometrico per creare forme bidimensionali o tridimensionali non arbitrarie.
La specificità delle interazioni tra coppie di basi complementari fanno del DNA un utile materiale da costruzione, grazie alla conformazione delle sequenze delle basi azotate.
Il DNA è un materiale ben conosciuto molto adatto alla creazione di impalcature che possono trattenere altre molecole in situ o per creare strutture da sé.
L'Origami a DNA fu una storia di copertina della rivista Nature del 16 marzo 2006. Da allora, le tecniche sono progredite ed ha trovato numerose applicazioni nel sistema di veicolamento dei farmaci in dispositivi plasmonici, anche se molte applicazioni rimangono ancora a livello di concetto o in fase di verifica.